# Friede von Gulistan

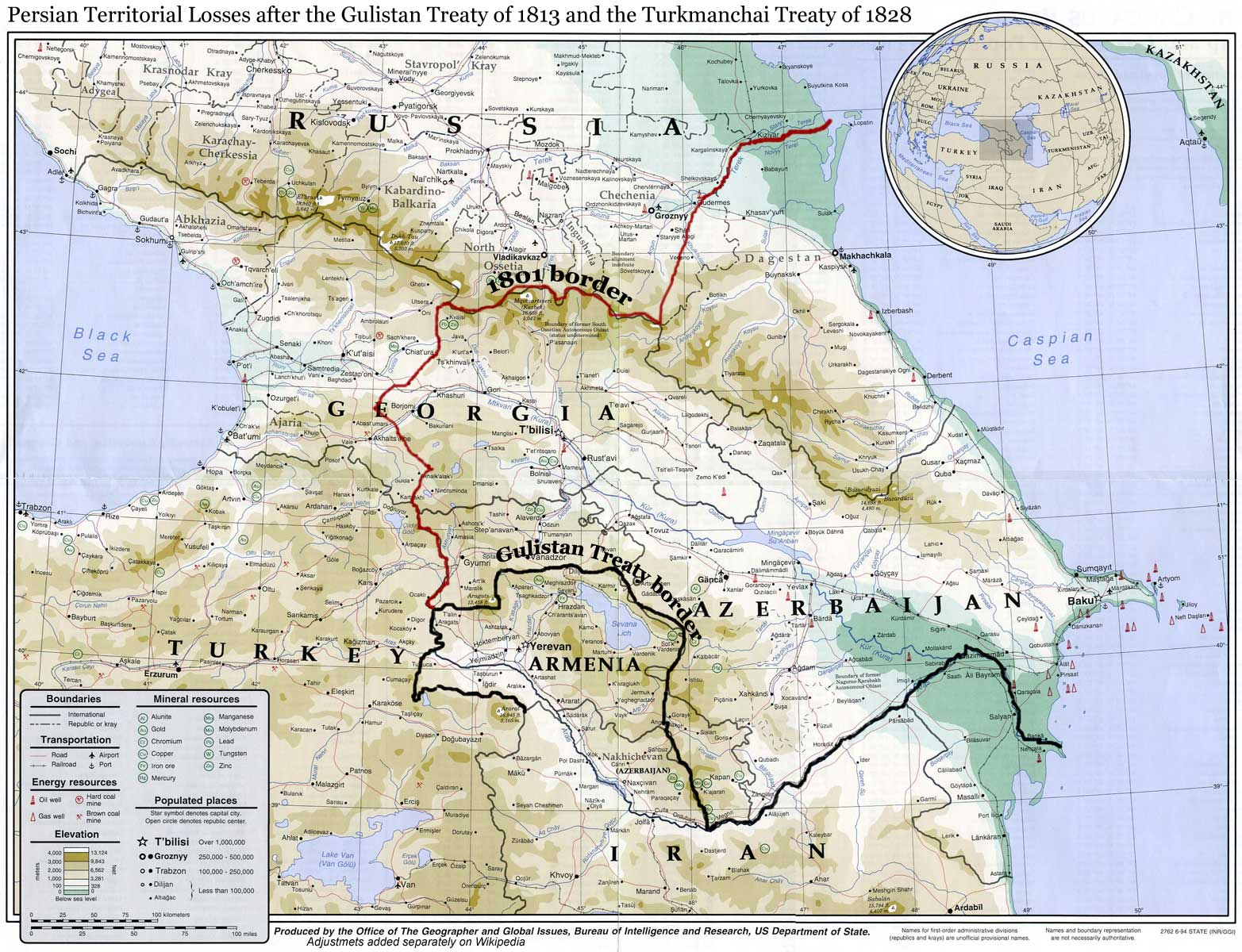
Grenzziehung durch den Vertrag von Gulistan. Die rote Linie zeigt die Grenze vor dem Krieg 1801 und die schwarze Linie die neue Grenze.

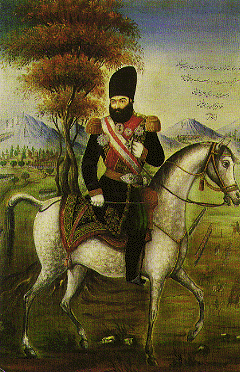
Abbas Mirza

Als Friede von Gulistan oder Vertrag von Gulistan (russisch Гюлистанский договор Gjulistanski dogowor; persisch عهدنامهٔ گلستان, DMG ‘Ahd-nāme-ye Golestān) wird ein zwischen dem russischen Zarenreich und Iran am 12. Oktoberjul. / 24. Oktober 1813greg. im von Armeniern bewohnten Dorf Gjulistan (armenisch Գյուլիստան, aserbaidschanisch Gülüstan, persisch گلستان Golestān), dem Sitz des nördlichsten der einstigen fünf armenischen Fürstentümer in Karabach, unterzeichneter Friedensvertrag bezeichnet, der den Russisch-Persischen Krieg (1804–1813) beendete. Der aus 11 Kapiteln bestehende Vertrag wurde von Sir Gore Ouseley ausgearbeitet, einem aus Großbritannien stammenden und am persischen Hof angesehenen Diplomaten, der sich als Vermittler betätigte. Den Vertrag unterschrieb für die iranische Seite Prinz Abbas Mirza, für die russische Seite Generalleutnant Nikolai Fjodorowitsch Rtischtschew.

## Inhalt des Vertrags
- Iran verlor alle seine Territorien nördlich des Flusses Aras mit Ausnahme der Khanate Eriwan und Nachitschewan und erkannte die Autorität Russlands in diesem Gebiet an. Dieses Gebiet schloss ein:

1. alle Städte und Dörfer von Dagestan
2. alle Städte und Dörfer von Georgien, die alle an der Küste des Schwarzen Meeres angesiedelten Städte und Dörfer einschlossen, namentlich in
  1. Mingrelien
  2. Abchasien
  3. Gurien
  4. Imeretien
3. alle Städte und Dörfer des heutigen Aserbaidschan, einschließlich aller Orte an der Küste des Kaspischen Meeres, namentlich in
  1. Khanat Baku
  2. Khanat Quba
  3. Khanat Derbent
  4. Khanat Schirwan
  5. Khanat Karabach
  6. Khanat Gandscha
  7. Khanat Scheki
  8. Khanat Talysch (den größten Teil[1]) einschließlich der Festung Lenkoran
  9. Mugan (etwa heutiger Rayon Biləsuvar)

- Iran verlor das Recht seiner Kriegsschiffe, auf dem Kaspischen Meer zu segeln, und Russland erhielt das Alleinrecht, eine Militärflotte auf dem Kaspischen Meer zu stationieren.
- Die zwei Länder unterzeichneten durch diesen Vertrag einen Freihandelsvertrag, der den Russen die Möglichkeit einräumte, in Iran überall Geschäfte zu machen.
- Russland versprach als Gegenleistung, Abbas Mirza als Erbe des persischen Thrones nach dem Tod von Fath Ali Schah zu unterstützen (was nicht stattfand, weil Abbas Mirza früher starb).

## Bewertung
Über die Bewertung dieses Friedensschlusses gibt es geteilte Ansichten. Einige Historiker meinen, dass die Annexion der Territorien von Transkaukasien die Bevölkerung vor türkischen Invasionen in iranisches Territorium bewahrt hat und zu Frieden und einer relativen wirtschaftlichen Stabilität führte. Andere denken, dass die Völker Transkaukasiens ihr Recht auf Selbstbestimmung nicht ausüben konnten und mit Gewalt ins russische Zarenreich integriert worden sind. Das trifft für die kaukasischen Bevölkerungen mit schiitischem Glauben besonders zu, die starke kulturelle Verbindungen mit den Iranern haben. Dem wird entgegengehalten, dass ein Recht auf Selbstbestimmung zu Zeiten Napoléon Bonapartes unbekannt war und es schwerlich auf die Situation im frühen 19. Jahrhundert in Asien übertragen werden könne. 
Der heutige Staat Iran betrachtete 2013 offiziell diesen Vertrag sowie den Frieden von Turkmantschai als die erniedrigendsten Verträge, die er je unterzeichnen musste.
Sie sind Ursache dafür, dass Fath Ali Schah als der unfähigste Herrscher in der Geschichte Irans angesehen wird.